# Браян Волпенгейн
Браян Волпенгейн  (англ. Bryan Volpenhein, 18 серпня 1976) — американський веслувальник, олімпійський чемпіон.

## Виступи на Олімпіадах
| Олімпіада   | Дисципліна                     | Місце |
| ----------- | ------------------------------ | ----- |
| Сідней 2000 | вісімка розстібна зі стерновим | 5     |
| Афіни 2004  | вісімка розстібна зі стерновим | 1     |
| Пекін 2008  | вісімка розстібна зі стерновим | 3     |